# Memorial Tancredo Neves
Memorial Tancredo Neves. é um museu localizado em São João del-Rei, Minas Gerais, dedicado à vida e trajetória política de Tancredo de Almeida Neves, ex-governador de Minas Gerais e primeiro presidente civil eleito após o regime militar, embora tenha falecido antes de tomar posse, em 1985.

## História

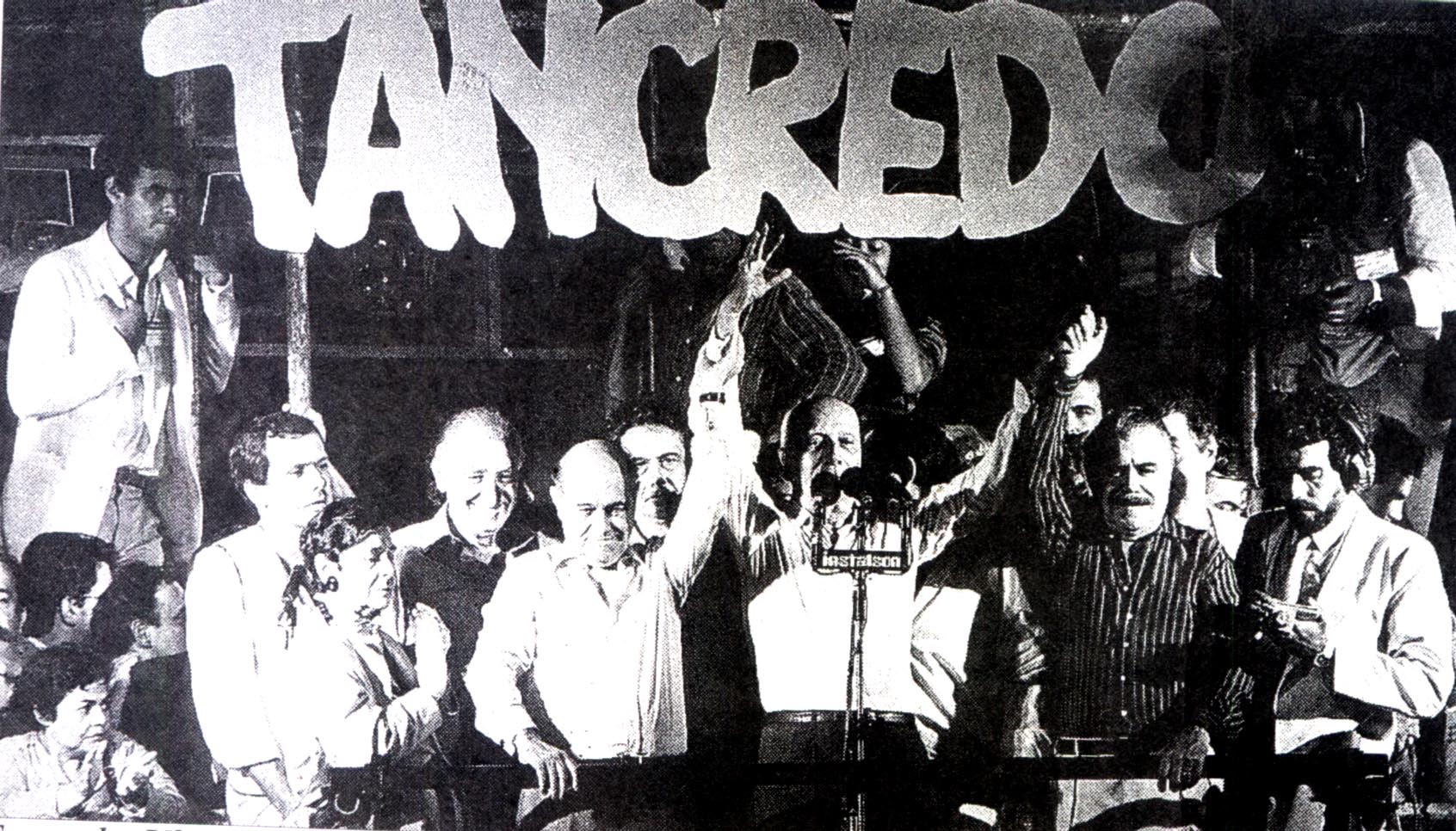
Tancredo Neves em campanha.

O Memorial foi inaugurado em 21 de abril de 1990, em homenagem a Tancredo Neves, sendo uma das principais referências culturais da cidade de São João del-Rei.
Mesmo sem ter tomado posse, Tancredo Neves é elencado entre os ex-presidentes do Brasil por força de lei:
"O cidadão Tancredo de Almeida Neves, eleito e não empossado, por motivo do falecimento, figurará na galeria dos que foram ungidos pela Nação brasileira para a Suprema Magistratura, para todos os efeitos legais".

## Localização
O Memorial está situado na Rua Padre José Maria Xavier, nº 90, no centro histórico de São João del-Rei, próximo ao templo católico romano dedicado a São Francisco de Assis, onde Tancredo foi sepultado.

## Acervo
O museu abriga um acervo diversificado de objetos pessoais, fotografias, documentos e vídeos, que retratam a vida pública de Tancredo Neves, sua atuação política e o contexto histórico em que ele viveu. 
Entre os itens expostos, destacam-se:
- Documentos históricos, como discursos, cartas e fotografias da campanha presidencial.
- Objetos pessoais, incluindo roupas, medalhas, prêmios e condecorações recebidas ao longo de sua carreira.
- Mobiliário e itens pertencentes à família Neves.
- Exposições audiovisuais com vídeos e entrevistas relacionadas à trajetória política de Tancredo.

## Exposições

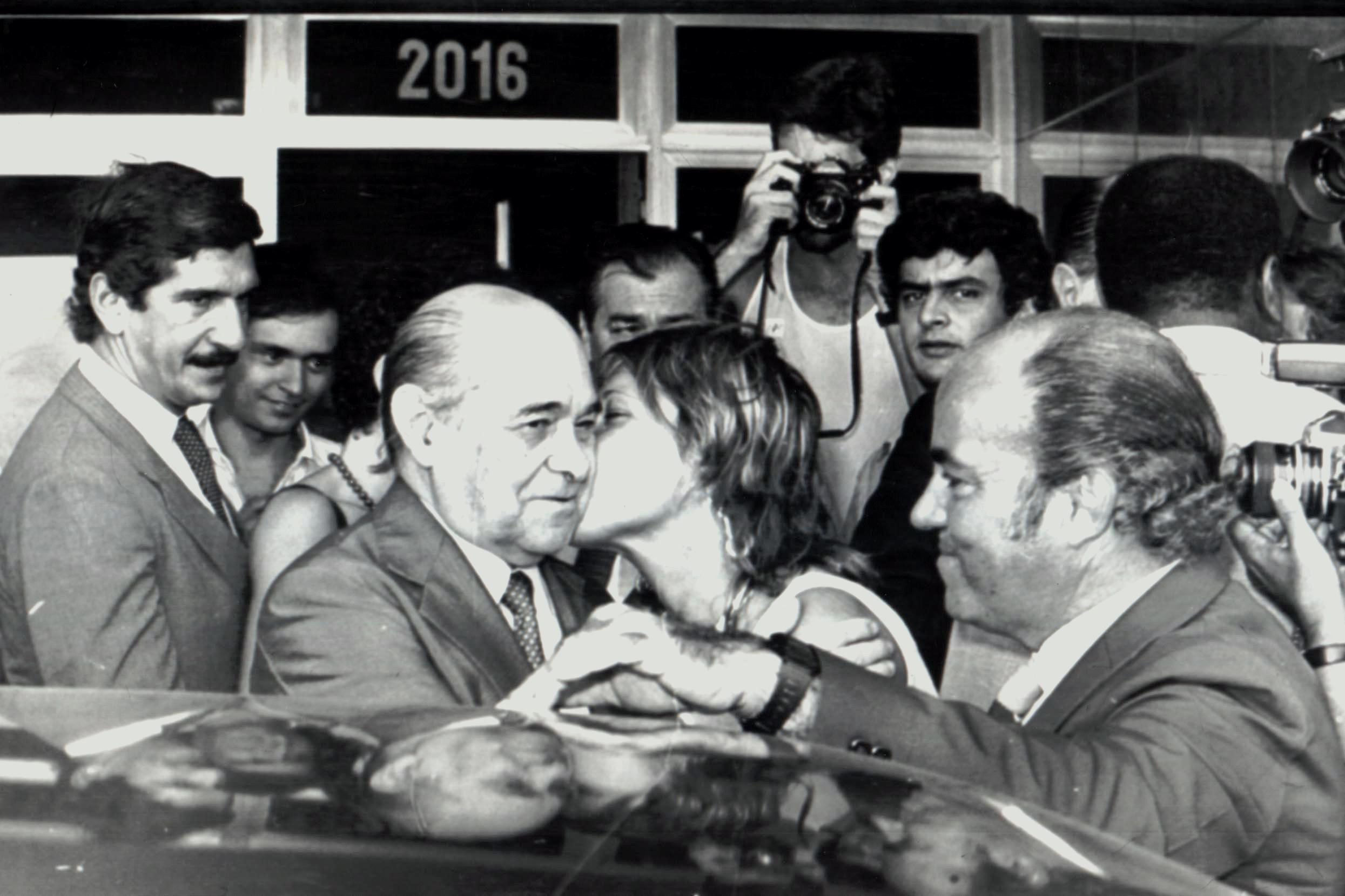
Tancredo Neves em Brasília, 1984

As exposições do Memorial têm caráter permanente, com destaque para o papel de Tancredo Neves na redemocratização do Brasil e no movimento Diretas Já. O acervo busca preservar a memória de um dos mais importantes líderes políticos da história recente do Brasil.

## Arquitetura
O Memorial Tancredo Neves está instalado em um edifício de arquitetura colonial mineira, harmonizando-se com o estilo característico do centro histórico de São João del-Rei.